# 徐元气
徐元氣（1533年—1613年），字汝和，又字方伯，號陵陽，直隸寧國府宣城縣人，明朝政治人物。

## 生平
嘉靖二十八年（1549年）己酉科應天鄉試第三十名舉人，四十一年（1562年）中式壬戌科會試第三十一名，二甲二十名進士。授刑部員外郎，隆慶四年（1570年）接替徐紹卿出任興化府知府，隆慶五年（1571年）由林有源接任。尋移成都府，釋枉獄四十八人，築灌縣石堰。萬曆五年（1577年）二月升浙江副使，八年正月升河南右參政，十年二月升雲南按察使，十一年正月升雲南右布政使。會土官岳鳳亂，條上剿撫策，躬督帑餉，事平，擢山東左布政使。東省巨室優免溢額，民苦賠累，徐元氣悉清核之。十七年五月升南京光祿寺卿，十一月升南京通政使，十九年去職。卒年八十一。所著有《易學正傳》。

## 家族
曾祖徐愈，歲貢生；祖父徐訪，與謄；父徐衢，主簿封主事贈右侍郎。母劉氏，累贈淑人。具慶下。兄徐元策（貢士），弟徐元太（貢士）。
孫徐日隆，自有傳。曾孫徐造，由諸生預修熹宗實錄，准恩貢，以長厚世其家。